# 疏勒南山
疏勒南山为祁连山西段，位于疏勒河以南，地跨甘肃、青海两省。最高峰为团结峰，海拔5808米（有争议）。疏勒南山的西段处于甘肃省境内，称作野马南山，其余部分位于青海省境内。